# Sharon Clark
Sharon Clark (* 15. Oktober 1943 in Seminole, Oklahoma als Sharon Olivia Weber) ist eine US-amerikanische Schauspielerin und Playboymodell.

## Leben
Clark studierte Soziologie an der University of Oklahoma. Anschließend ging sie zu den Friedenscorps, wo sie Lehrerin wurde. Nebenbei arbeitete sie in einem Playboy Club.
Bekannt wurde sie als Playmate im Playboymagazin im Jahre 1970. Ein Jahr später wurde sie mit 27 Jahren ältestes Playgirl. Erst 15 Jahre später wurde dieses Kathy Shower.
Im Jahre 1968 heiratete sie Bob Clark und begann acht Jahre später ihre Schauspielkarriere.

## Filmografie
- 1976: Lifeguard
- 1977: Drei Engel für Charlie (Charlie’s Angels, Fernsehserie, eine Folge)
- 1977: Der millionenschwere Landstreicher (The Billion Dollar Hobo)
- 1979: The Little Dragons
- 1980: CHiPs (Fernsehserie, eine Folge)
- 1983: Ladies Night
- 1987: Flucht ohne Ende (The Long Journey Home, Fernsehfilm)
- 1990: Stimme des Todes (Lisa)
- 1991: For the Very First Time (Fernsehfilm)
- 1993: Verabredung mit einem Killer (Beyond Suspicion, Fernsehfilm)
- 1996: Stimmen aus dem Grab (The Uninvited, Fernsehfilm)